# 菅野俊吾
菅野 俊吾（かんの しゅんご、1935年（昭和10年）5月19日 - 2018年（平成30年）3月26日）は、日本の政治家。岩手県陸前高田市長（4期）。岩手県議会議員（2期）。

## 来歴
岩手県陸前高田市出身。1959年（昭和34年）東北大学法学部卒。同年七十七銀行に入る。その後、同銀行を退職し、印刷会社勤務を経て、帰郷し、陸前高田市で家業の印刷会社を経営する。
1979年（昭和54年）岩手県議会議員に当選、2期務めた後、1987年（昭和62年）陸前高田市長選挙に立候補し当選。4期務める。1992年（平成4年）岩手県市町村職員共済組合理事長。
1989年（平成元年）、「さんりく・リアス・リゾート」構想の承認を機に、「里造徒（りぞうと）」の街づくりを推進。1992年（平成4年）、「陸前高田市市勢発展計画」を策定した。
2003年（平成15年）の市長選挙は、菅野は当時、自由党系と見られ、岩手県選出の小沢一郎の影響を受けていた。陸前高田市は海洋療法施設（タラソテラピー）建設を計画していたが、建設費が8億円に上るため、計画に反対する共産党市議会議員の中里長門は市長選挙に名乗りを挙げた。これに自民党系の市議団が中里を全面的に支援、全国でも異例の自共共闘が組まれた。菅野は5期目を目指したが、中里に敗れた。
2007年（平成19年）旭日中綬章を受章。2011年（平成23年）の東日本大震災後は陸前高田産業文化振興会会長に就任。2018年（平成30年）3月26日、急性心臓疾患のため岩手県大船渡市の病院で死去、82歳。
死没日をもって従四位に叙される。